# أفارقة بيرو
أفارقة بيرو أبناء الجماعات الإفريقية من بلاد السودان الذين جاؤوا إلى بيرو في عصر الغزو الإسباني. ويقيم أكثرهم في إقليم بيورا.